# Hubbell (Nebraska)
Hubbell és una població dels Estats Units a l'estat de Nebraska. Segons el cens del 2000 tenia 73 habitants.

## Demografia
Segons el cens del 2000, Hubbell tenia 73 habitants, 29 habitatges, i 20 famílies. La densitat de població era de 88,1 habitants per km².
Dels 29 habitatges en un 27,6% hi vivien nens de menys de 18 anys, en un 69% hi vivien parelles casades, en un 3,4% dones solteres, i en un 27,6% no eren unitats familiars. En el 20,7% dels habitatges hi vivien persones soles el 10,3% de les quals corresponia a persones de 65 anys o més que vivien soles. El nombre mitjà de persones vivint en cada habitatge era de 2,52 i el nombre mitjà de persones que vivien en cada família era de 2,9.
Per edats la població es repartia de la següent manera: un 27,4% tenia menys de 18 anys, un 2,7% entre 18 i 24, un 26% entre 25 i 44, un 28,8% de 45 a 60 i un 15,1% 65 anys o més.
L'edat mediana era de 42 anys. Per cada 100 dones de 18 o més anys hi havia 89,3 homes.
La renda mediana per habitatge era de 37.500 $ i la renda mediana per família de 38.125 $. Els homes tenien una renda mediana de 24.375 $ mentre que les dones 14.250 $. La renda per capita de la població era de 14.630 $. Aproximadament el 8,8% de les famílies i el 20,6% de la població estaven per davall del llindar de pobresa.

## Poblacions més properes
El següent diagrama mostra les poblacions més properes.